# Битка при завоя на Черна (1917)
 Тази статия е за втората битка.  За първата битка вижте Битка при завоя на Черна.  
Битката при завоя на Черна е битка между германо-българските войски и тези на Антантата, проведена през май 1917 година на Южния фронт по време на Първата световна война.
През август 1916 година българските войски провеждат настъпателната Леринска операция. След нейното преустановяване силите на Антантата предприемат контранастъпление. Те заемат Каймакчалан на 2 октомври и продължават към Битоля като се стига до първото сражение на завоя на река Черна.

## Подготовка

### Разположение на войските

#### Централните сили
Завоят на река Черна е определен за един от най-важните сектори на Македонския фронт и винаги е отбраняван от силни български и германски части. В 1917 година Централните сили в района са част от 62 корпус на 11-а германо-българска армия, ръководени от немски генерали и щаб. Първата фронтова линия единици в сектора се състои от 302-а дивизия и 22-а германо-българска бригада по протежение от фронт от 23 km дължина. Тези части заемат добре укрепена линия, която е изключително силна в точките смятани за критични за защитата като кота 1050, кота 1060, Дъбица и други. На тези места защитата се състои от сложна мрежа от окопи, защитени от няколко линии бодлива тел с гъстота от 3-5 m, а понякога от 10-15 m. В допълнение там са разположени добри пехотни укрепления, свързани с комуникационни окопи. Войниците са добре снабдени с муниции и разполагат с висок морал.
Фронтова линия
- 302-а пехотна дивизия (Hermann von Ziegesar)
  - 2/2-а пехотна бригада - 9 батальона (5550+ пушки), 32 картечници
  - 201-а пехотна бригада (германска) - 7 батальона, 74 картечници
  - 3/7-а пехотна бригада - 4 батальона (2800 пушки), 22 картечници
  - 18-и артилерийски полк - 20 оръдия
  - 10-и артилерийски полк (германски) - 26 оръдия, 4 миномета
  - Дивизионен резерв - 2 батальона (германски), 6 картечници
- 22-а германо-българска пехотна бригада (von Reuter)
  - 42-и пехотен полк (германски) - 2 батальона, 39 картечници
  - 44-и пехотен полк - 3 батальона (2600 пушки), 16 картечници
  - 28-и пехотен полк - 3 батальона (2300 пушки), 16 картечници
  - Германска артилерийска група – 16 оръдия
  - Българска артилерийска група – 28 оръдия
- Общо фронтови войски - 30 батальона, 205 картечници и 90 оръдия

Втора линия
- 61-и корпус в резерв
  - 146-и пехотен полк (германски) - 2 батальона, 12 картечници
  - Българска и германска артилерия - 32 оръдия

Трета линия
- Военен резерв
  - 2/8-а пехотна бригада - 8 батальона, 29 картечници

Общо войници в сектора на завоя на Черна - 40 батальона, 246 картечници, 122 оръдия

#### Антантата
Войници от всякакви националности заемат позициите на Съюзниците по завоя на река Черна. Западната част от фронта е поверена на Италианския експедиционен корпус, който се противопоставя на части на 302-а дивизия на фронт от 10.5 km. Останалата част от фронта се заема от Първа група дивизии, които също покриват 10.5 km фронтова линия. До началото на май, Съюзниците съсредоточават голяма част от пехота и артилерия, превъзхождаща в численост българи и германци.
Фронтова линия
- 35-а италианска пехотна дивизия (генерал Джузепе Пенела)
  - Сицилианска пехотна бригада - 6 батальона (4710 пушки), 51 картечници
  - Иврейска пехотна бригада - 6 батальона (4143 пушки), 48 картечници
  - Кайлярска пехотна бригада - 6 батальона (5954 пушки), 72 картечници
  - Артилерия - 144 оръдия
- 16-а френска колониална пехотна дивизия (генерал Antoine Dessort)
  - 4-а пехотна бригада - 6 батальона, 48 картечници
  - 32-а пехотна бригада - 6 батальона, 48 картечници
  - Артилерия - 78 оръдия
- 2-а руска пехотна бригада (Михаил Дитерихс)
  - 4-и пехотен полк - 3 батальона, 16 картечници
  - 3-и пехотен полк - 3 батальона, 16 картечници
  - Артилерия – 54 оръдия
- 17-а френска колониална пехотна дивизия (генерал Georges Têtart)
  - 33-а пехотна бригада - 6 батальона, 48 оръдия
  - 34-а пехотна бригада - 6 батальона, 48 оръдия
  - Артилерия – 50 оръдия
- Прикачена тежка артилерия – 46 оръдия
- Общо фронтови войски – 48 батальона, 395 картечници, 372 оръдия

Втора линия
- 11-а френска колониална пехотна дивизия (генерал Jean Paul Sicre)
  - 22-а пехотна бригада - 6 батальона, 48 картечници
  - 157-и пехотен полк - 3 батальона, 24 картечници
  - Африкански хусарски полк - 3 батальона, ? картечници
  - Артилерия - 8 оръдия

Трета линия
- Резерв на генерал-щаба
  - 30-а френска колониална пехотна дивизия – 9 батальона, 48 картечници, 32 оръдия

Общо войници в сектора на завоя на Черна – 69 батальона, ок. 515 картечници, 412 оръдия

## Ход на битката

### Бойни действия
Поради снежните виелици по целия фронт при завоя на Черна и Дойранското езеро се развива слаба бойна дейност, която ескалира през пролетта на 1917 г. През май с.г. съглашенците правят втори опит да пробият българския фронт в района на завоя на Черна. Тези опити са част от пролетната офанзива на войските на Антантата по целия фронт в Македония. Настъплението на Антантата в завоя на Черна започва след краха на английските атаки през април-май същата година. В тази голяма атака участват френски, италиански и руски войски. Това са 54-ти френски колониален полк и 3-ти руски полк. Сутринта на 9 май 1917 г. под прикритието на ураганен огън съглашенските войски провеждат три последователни атаки. Първата атака започва сутринта по целия участък на завоя, но е отблъсната с артилерийски огън и българска контраатака. Към обяд е проведена втора масова атака, която се провежда на широк фронт от 16 км. Атакуващите съглашенски войски нахлуват в първата отбранителна позиция. Българи и германци се вдигат в контраатака и успяват да отхвърлят противника и да възстановят отбраната си. Вечерта на 9 май 1917 г. съглашенските войски провеждат нова атака, която отново е отблъсната с артилерийски огън. Загубите на атакуващите съглашенски войски са огромни. Пленени са двама техни офицери и 200 войници.
Загубите на френско-италианските и руските войски в завоя на Черна в боевете на 9 май 1917 г. са 5425 души. Българските загуби в този район са само 1605 офицери и войници.
На 11 май 1917 г. настъплението на съглашенците в завоя отново е възобновено. Атаката им е отбита с артилерийски огън, а на някои места и с ръкопашни схватки. Следобяд на този ден има повторна атака на противника, която пак е отблъсната, но само с огъня на българските и германските артилерийски батареи.
Последният опит за пробив на отбраната в завоя е предприет на 17 май 1917 г. Предшестван е от 4-дневна мощна артилерийска подготовка. Сутринта на този ден френски части атакуват германските позиции, но са отбити. При втората си атака французите влизат в окопите и чак след час и половина ожесточен ръкопашен бой са отблъснати, като понасят големи загуби.
С краха на атаката на 17 май 1917 г. завършва с провал цялото съглашенско пролетно настъпление на фронта в Македония. На 21 май 1917 г. настъпателните действия на Антантата по всички участъци на фронта в Македония са преустановени.
В хода на пролетните боеве в завоя на Черна героично загива и големият български офицер Борис Дрангов – роден в Скопие, тогава командир на 9-и пехотен Пловдивски полк. На 26 май 1917 г. при артилерийски обстрел на противника той е тежко ранен и умира от раните си.

## Последици
Споменът за завоя на Черна остава неизличим в българската военна летопис. За Черна са писани най-много разкази от периода на войната. През 2010 година битката в завоя на Черна влиза сред десетте най-значими български военни събития на XX век.